# Helophorus linearis
Helophorus linearis är en skalbaggsart som beskrevs av Leconte 1855. Helophorus linearis ingår i släktet Helophorus och familjen halsrandbaggar. Inga underarter finns listade i Catalogue of Life.